# Vanda tessellata
Vanda tessellata es una especie de orquídea que se encuentra desde el subcontinente indio hasta Indochina.

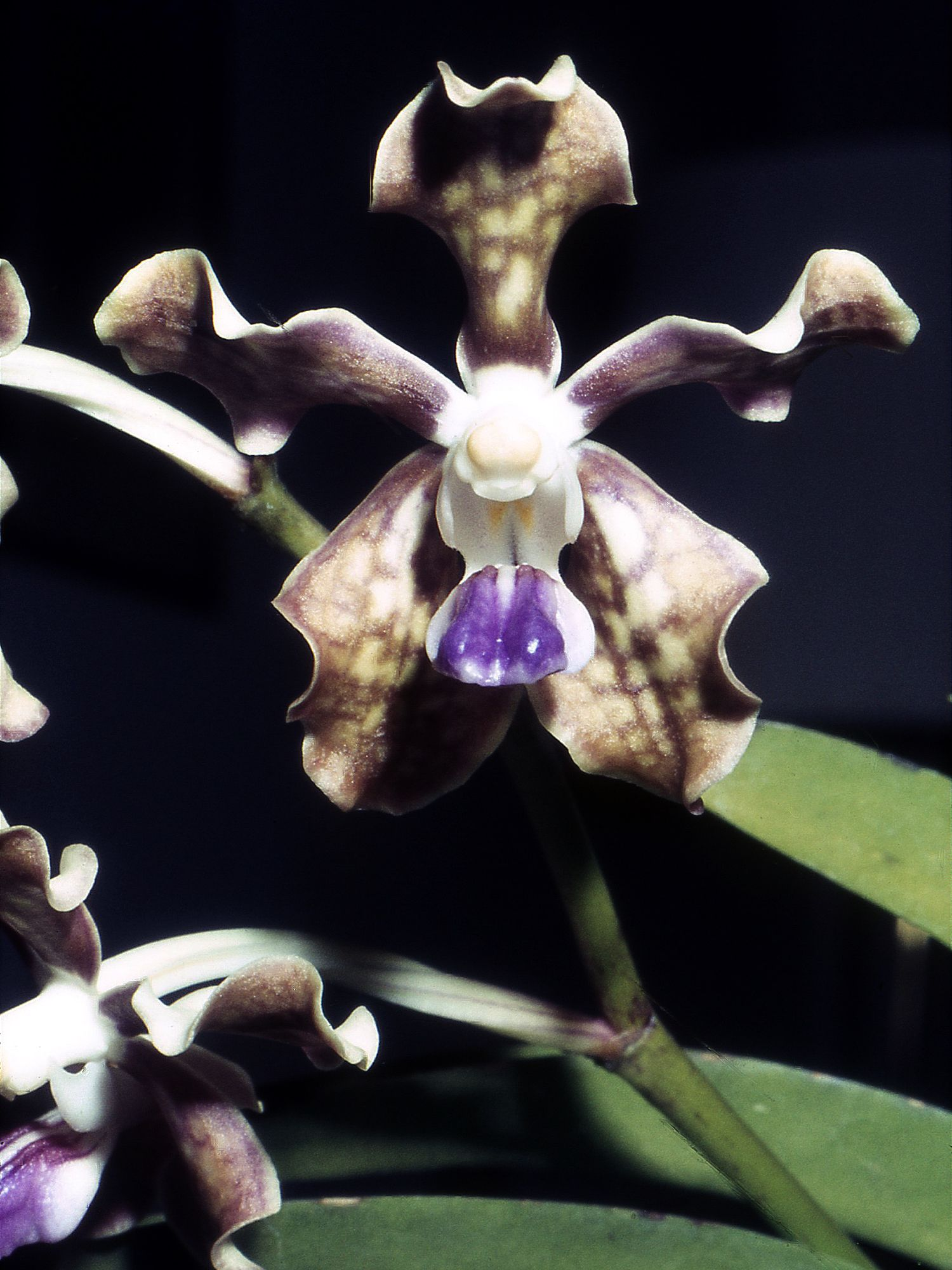
Detalle de la flor

## Descripción
Es una planta de mediano a gran tamaño, que prefiere el clima cálido, de hábitos epifitas con un tallo trepador que lleva hojas lineales, estrechas, conduplicadas y ápice tridentado. Florece en una inflorescencia sub-erecta, de 15 a 50 cm de largo que lleva inflorescencia 5 a 12, flores fragantes, flores de larga duración que se producen en el verano, otoño y principios de invierno.

## Distribución y hábitat
Se encuentra en la cordillera del Himalaya chino, Assam en la India, Bangladés, Himalaya, Nepal, India, Sri Lanka, el Himalaya occidental y Birmania en las elevaciones de alrededor de 1500 metros. como medianas y grandes empresas epífitos, cálido en crecimiento 

## Usos
Se utiliza en la península malaya como una panacea por beber el jugo de la planta prensada.

## Taxonomía
Vanda tessellata fue descrita por (Roxb.) Hook. ex G.Don y publicado en Loudon's Hortus Britannicus. A catalogue . . . 372. 1850.
Etimología
Vanda: nombre genérico que procede del nombre sánscrito dado a la especie  Vanda tessellata  en la India, también puede proceder del latín (vandi) y del griego (dios santísimo).
tessellata: epíteto latino que significa "mosaico, entrelazado"
sinonimia
- Epidendrum tessellatum Roxb. (basónimo)
- Cymbidium tessellatum (Roxb.) Sw.
- Vanda roxburghii R.Br.
- Aerides tessellata (Roxb.) Wight ex Wall.
- Cymbidium allagnata Buch.-Ham. ex Wall.
- Cymbidium tesselloides Roxb.
- Vanda tesselloides (Roxb.) Rchb.f.
- Vanda roxburghii var. wrightiana Rchb.f.[4][5]